# Chroberz
Chroberz is een plaats in het Poolse district  Pińczowski, woiwodschap Święty Krzyż. De plaats maakt deel uit van de gemeente Złota en telt 964 inwoners.